# Werderscher Markt
Werderscher Markt är ett torg i stadsdelen Mitte i centrala Berlin. Torget anlades 1658 efter planer av Johann Gregor Memhardt och fick sitt nuvarande namn 1835 efter stadsdelen Friedrichswerder. Vid torget ligger bland annat Friedrichswerdersche Kirche, Tysklands utrikesministerium och Bärenbrunnen samt den tidigare platsen för Bauakademie.

## Historia

### Anläggande under 1600-talet

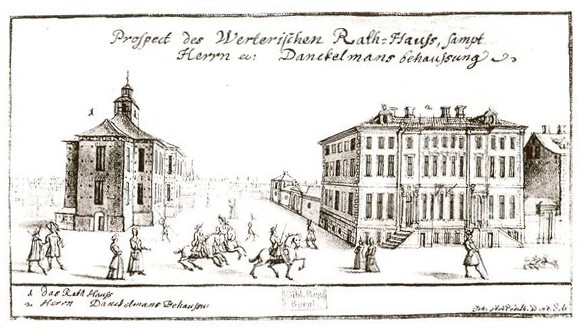
Werderscher Markt omkring 1690, vy från nordost.

Efter beslut av kurfursten Fredrik Vilhelm av Brandenburg anlades gator och torg för den nya förstaden Friedrichswerder efter planer av Johann Gregor Memhardt. Under Memhardts ledning uppförde de boende i Friedrichswerder under åren fram till 1672 ett rådhus och en simultankyrka som delades mellan den franskspråkiga och den tyskspråkiga församlingen. Torget vid rådhuset och kyrkan planterades delvis med lindar. 
På den västra och norra sidan av torget kom medlemmar av furstehuset Hohenzollern och det kurfurstliga hovet att uppföra residens och ekonomibyggnader. På teckningen av Johann Stridbeck från 1690 visas en vy över rådhuset till vänster och herr von Danckelmans hus till höger. Rådhuset kom också att ge sitt namn till torget, som efter beslut av rådet kallades Werderscher Markt. Namnet Werder syftar på Spreeinsel som den nya förstaden anlades på.
Via en arm av Spree och en sluss kunde seglande lastfartyg transportera sina varor till den växande staden, där omlastningsplatsen i närheten av Werderscher Markt var förbunden via gatan Am Packhof med Schleusenbrücke.

### Ombyggnader av centrala Werder  mellan 1700-talet och 1945

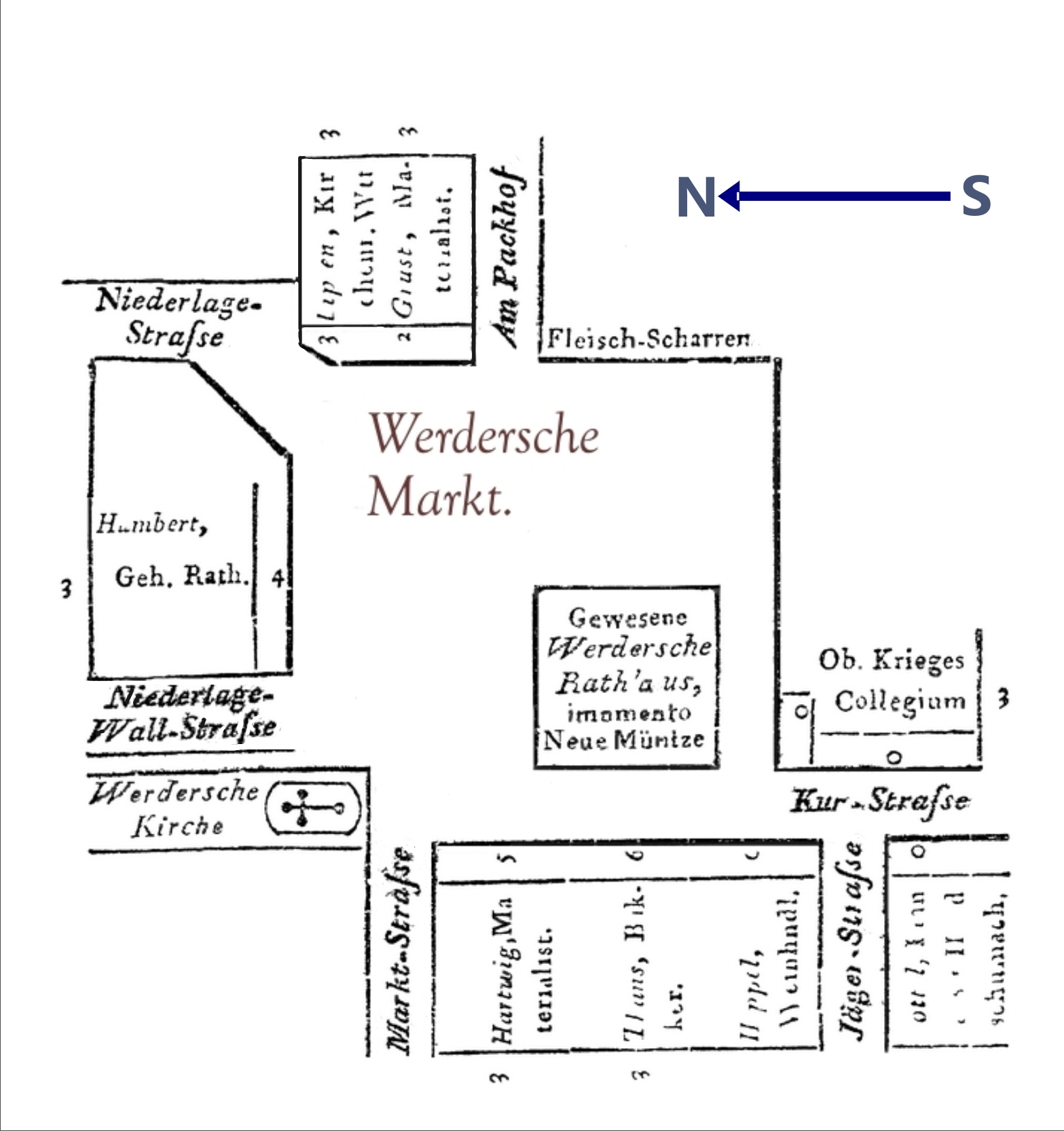
Kartskiss över Werderscher Markt i Berlins adressbok från 1799.

Efter att Memhardts befästningsanläggningar i området färdigställts omkring 1740 kom flera gånger det omgivande gatunätet att dras om, och nybyggnationer förändrade torgets omgivaning. År 1798 lades grundstenen för en ny byggnad på platsen för det tidigare rådhuset, som brunnit ned 1794 och vars funktion därefter flyttades till en annan plats. Kung Fredrik Vilhelm III förordnade att byggnaden skulle uppföras "till statens nytta och stadens utsmyckning", med verkstäder för det statliga myntverket och för förvaring av mineraler, modeller, böcker, kartor och skisser som samlats av Bergverks- och järnverksdepartementet.  Myntverksbyggnaden Neue Münze som uppfördes låg kvar på platsen fram till 1886, efter att myntverket 1860 flyttat till en närliggande fastighet vid Holzwasserstrasse 5, då den gamla byggnaden vid torget istället kom att kallas Alte Münze.

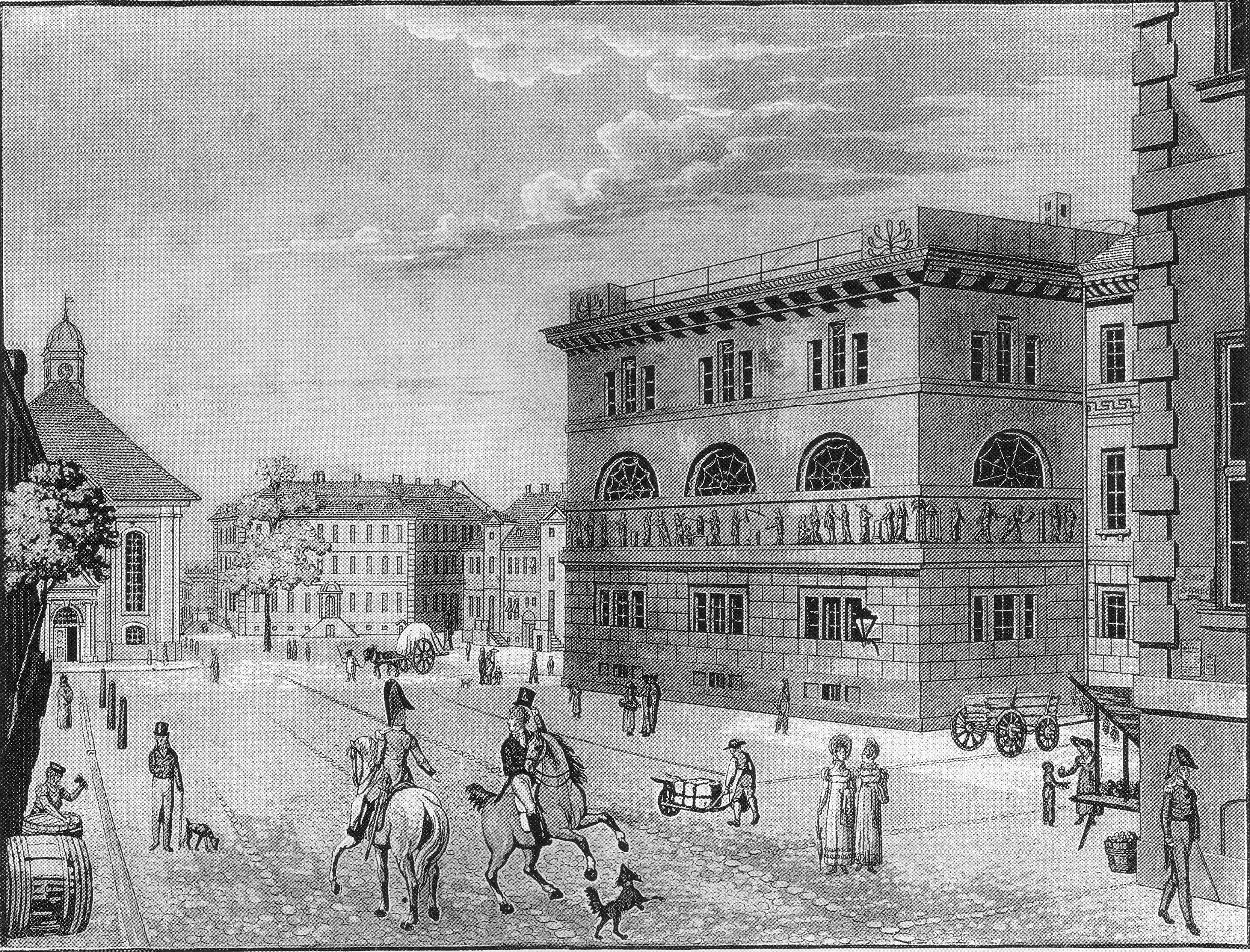
Vy från Kurstrasse mot Werderscher Markt, med Alte Münze (mitten) och föregångaren till Friedrichswerdersche Kirche (bakgrunden till vänster), akvatint av Friedrich August Calau (1798).

Torget beskrivs 1822 av Berliner Adressbuch enligt följande: "ligger i Friedrichswerder, mellan Alter Packhof och Jägerstrasse, 9 hus, är 110 steg lång och tillhör 5:e polisdistriktet". Följande tomter och byggnader omnämns: Nummer 1, 2, 3, 4 och 6 - bostäder för en till fyra familjer, nummer 5 är en sparbank, grundad av C. W. J. Schulze, för köpmän och fabrikanter, nummer 7 är ingången till Krigskollegium och nummer 9 är huvudingången till Myntverket med nummer 8 som bakre ingång. Gatorna Am Packhof och den därifrån västerut löpande Marktstrasse fick före 1830 det nya namnet Werderstrasse efter stadsdelen.
Under århundradenas lopp kom den ursprungliga stadsbebyggelsen omkring torget att mer och mer förstöras, medan nya större byggnader uppfördes som till exempel Hermann Gersons Modewaaren-Magazin på tomt 5/6 1847-1848, som var det första modevaruhuset som uppfördes i Berlins historiska innerstad. Därigenom kom Friedrichswerders ursprungliga karaktär av sammanhållen självförvaltande förstad att successivt förvandlas till en del av Berlins snabbt växande innerstad. Den ursprungliga kyrkobyggnaden vid torget ersattes 1824 av den nuvarande Friedrichswerdersche Kirche.
Adressen Werderscher Markt 1 överfördes 1837 på den då nyanlagda Schinkelplatz där Karl Friedrich Schinkels bostad stod intill Bauschule som senare kom att bli Bauakademie. Krigskollegiums byggnad på nummer 7 kom på 1840-talet att istället bli lokaler för Friedrichswerdersches Gymnasium.
Werderscher Markt 1–9 var omkring 1850 adressen för följande inrättningar: Nummer 1 var ett värdshus, nummer 3 och 4 var bostadshus där även en bokhandel och ett tryckeri hade sina lokaler, nummer 6 tillhörde köpmannen Gerson, nummer 7 var adressen till Werdergymnasiet där även rektorn, en lärare och två vaktmästare bodde, nummer 9/10 var det kungliga myntverket. Det gamla myntverket revs 1886 och ersattes då av Deutsche Industriebanks byggnad.
Huset Werderscher Markt 2, 3 och 4 revs också omkring 1880 och istället uppfördes bostäder och affärslokaler, Werderhäuser, under byggfirman Friedrich & Sonnenthal, efter ritningar av Alfred Messel. I dessa byggplaner inkorporerades Werderstrasse och Kurstrasse. För finansiering av byggarbetena och den påföljande försäljningen bildades aktiebolaget Aktien-Bauverein Werderscher Markt, som hade sitt kontor på nummer 9. I detta hus fanns från 1870 även en polisstation. Adressboken visar därefter en mängd företag på denna adress, bland dessa vinhandlare och körsnären Abraham B Citroen på nummer 7. Hans son och efterföljare var Hendrik Citroen (1865–1932), far till målaren, tecknaren och fotografen Paul Citroen. Dessutom fanns bland annat en fabrik för nickel- och nysilvervaror och en pälsvarufabrikant. Här fanns även tre bankfilialer, ett postkontor och många advokatfirmor. 

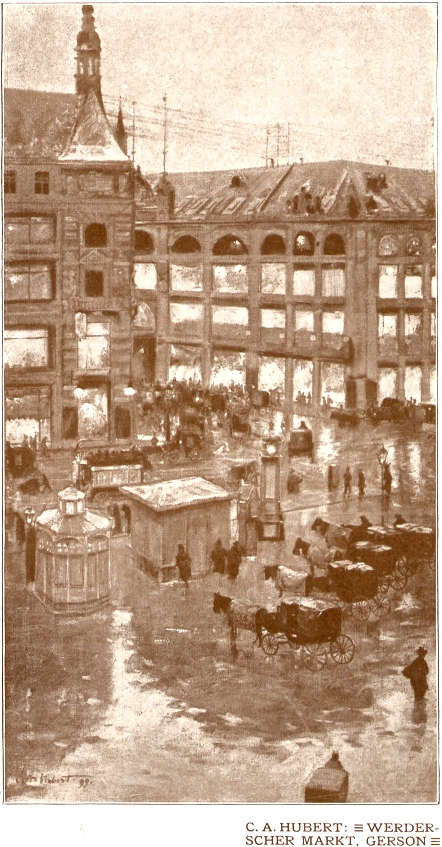
Vy över en del av Werderscher Markt med Gersonvaruhuset, 1902.

På den öppna platsen framför kyrkans huvudportal uppfördes med tiden en kiosk, en annonspelare och en av Berlins karakteristiska åttkantiga offentliga pissoarer, vilket sammantaget kom att förvanska det arkitektoniska intrycket.

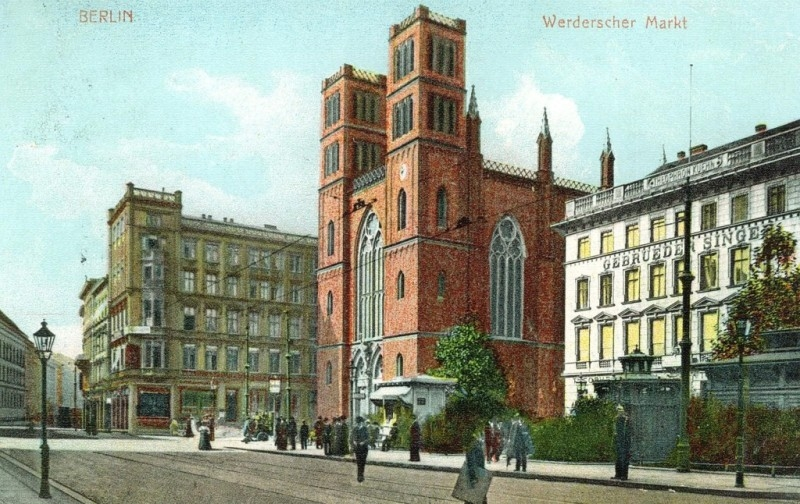
Kolorerat vykort över Werderscher Markt från omkring 1910.

Gersonvaruhuset (från omkring 1900 kallat Modebasar Gerson & Co) var fram till 1933 ett blomstrande modevaruhus som ägdes av den judiska entreprenörfamiljen Freudenberg, som detta år emigrerade. Byggnaderna och fastigheten tvångsförsåldes 1937 under Nazityskland, 1939 fick Reichskriminalpolizeiamt sina lokaler här. Enligt en artikel i Jüdische Allgemeine från 2013 var innergården till denna fastighet platsen där tekniken för industriellt massmord med Zyklon B utvecklades. I samband med artikeln framfördes också kritik mot den påbörjade byggnationen av tomten med stadsradhus som enligt kritikerna förstörde spåren efter platsens mörka historia.

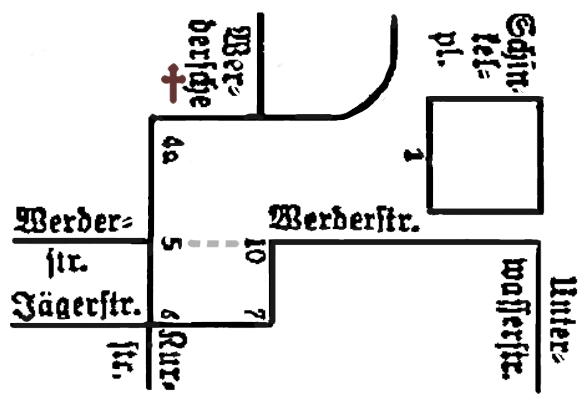
Skiss över Werderscher Markt, 1933.

Som en del av förberedelserna för de olympiska sommarspelen 1936 i Berlin genomfördes omfattande ombyggnads- och saneringsarbeten i Berlins centrum. En inblandad arkitekt, Gerhard Dörge, granskade Werderscher Markt närmare och fann den vara en av "Berlins mest tilldragande platser", som "förutom sin ståtliga stadsbebyggelse utmärks av två av Schinkels byggnader, den sakrala Friedrichswerdersche Kirche och den profana Bauakademie. [...] Bauakademie bildar tillsammans med kyrkan en fantastisk stadsbild, som tyvärr på grund av vissa försummelser och tillbyggnader inte längre fullt ut kommer till den rätt, som dess inre värde motsvarar." Han kritiserade gatuplaneringen, läget för refugerna, de uppställda masterna och de "överdrivet många fula gatlyktorna". Han framförde också några förslag på hur man skulle kunna förbättra situationen: enhetligare gesimshöjd, en "grundlig uppröjning" där de nyplanterade träden vid den redan 1928 anlagda Bärenbrunnen togs bort, avlägsnande av master, annonspelaren, spårvägens kontaktledningsmaster, telefonkiosken, en sandbehållare och brandlarmposten. Dörge såg även den endast två meter breda trottoaren framför kyrkans portal som alldeles för smal. Det mest radikala förslaget var ur arkitektonisk synvinkel att helt avlägsna den breda genomfartsvägen för biltrafik, då trafikflödet inte ansågs vara tillräckligt stort. På så sätt skulle en stor stenlagd plats skapas, med den av skolbarnen älskade och därför livliga Bärenbrunnen som enda utsmyckning, belysning som ordnats som en del av helheten och som därigenom blivit ett ytterligare medel att gestalta platsen. Efter ytterligare detaljinstruktioner om ändring av fönster, färgsättning och fasadutsmyckningar vände sig Dörge mot sydsidan och kom till slutsatsen att sydsidan borde ersättas med en separat nordflygel från den redan planerade riksbanksbyggnaden., vilket skulle ge Werderscher Markt en lugnare gestaltning av sydsidan. Dörges omfattande förslag kom dock aldrig att realiseras.

### Krigsskador och total ombyggnation under DDR

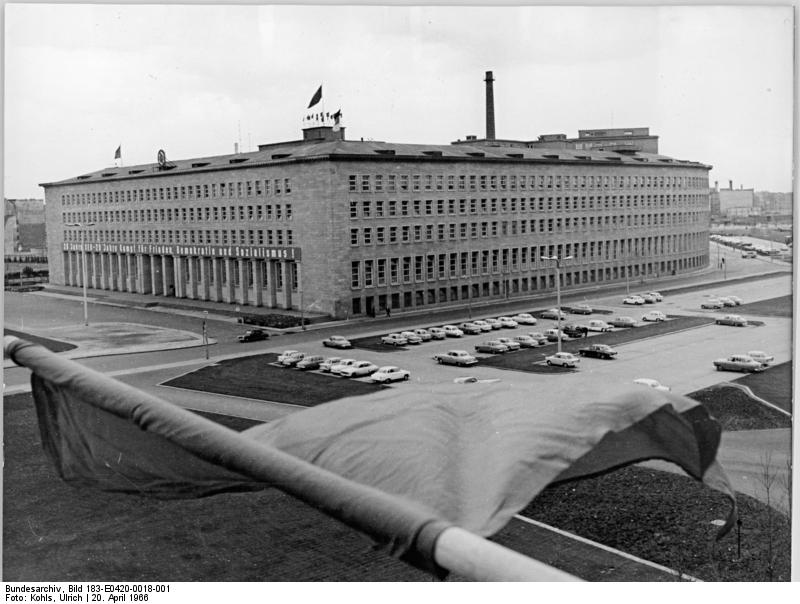
SED:s centralkommittés byggnad år 1966.

Vid andra världskrigets slut låg bebyggelsen vid torget i ruiner, och förutom riksbanksbyggnaden och Friedrichswerdersche Kirche avlägsnades alla ruiner från platsen. Den starkt skadade riksbanksbyggnaden vid torgets södra ände kom att återuppbyggas och tjänade som högkvarter för olika statliga myndigheter i Östtyskland, fram till att SED:s centralkommitté gjorde den till sitt högkvarter från 1959 fram till 1990. Mellan torget och den tidigare centralkommittébyggnaden ligger idag Tysklands utrikesministeriums Haus am Werderschen Markt.
Kyrkoruinen behölls i säkrat skick fram till 1980-talet men kom först i samband med Berlins 750-årsjubileum 1987 att stegvis restaureras som byggnadsminne. Kyrkobyggnaden är den enda kvarvarande monumentala byggnaden vid torget.
I samband med återuppbyggandet av Berlins historiska centrum kom även Werderstrasse att återställas som bred genomfartsgata över det tidigare torget, så att den sydliga halvan av torget försvann. Av det ursprungliga torget Werderscher Markt återstod den lilla öppna platsen framför kyrkan och ytan med plataner omkring Bärenbrunnen. Platsen för denna brunn är den historiska korsningen vid torget där man i tyska städer ofta anlade en torgbrunn.

## Läge
Det nästan kvadratiska torget omgavs ursprungligen på tre sidor av bostadshus och ut från torget löpte omkring 1799 Niederlage-Wall-Strasse, Niederlagstrasse, Am Packhof, Kurstrasse och Marktstrasse. I nordost bildade Spreestranden gränsen, där Schleusenbrücke utgjorde en förbindelse över floden till Berlins medeltida stadskärna och Nikolaiviertel. Själva marknadsplatsen användes framförallt av stadens slaktare.
I 2000-talets gatnät fortsätter Werderscher Markt västerut över i Französische Strasse. Den återskapade gränden Falkoniergasse löper efter Friedrichwerdersche Kirches västsida och möter här den tidigare marknadsplatsen, i norr utgår Niederlagstrasse från torget och i söder bildar Werderstrasse gräns. Denna sträcka av Werderstrasse kom att infogas i Werderscher Markt 1999. I samband med detta kom husnumreringen kring torget att göras om, så att numreringen sedan dess utgår från utrikesministeriet på nummer 1 och därifrån har udda nummer på samma sida och jämna på motsatta sidan enligt modern västeuropeisk standard, upp till nummer 15.
Den 1999 anlagda utbyggnaden av utrikesministeriet med sin stora glasfasad och innergårdarna står helt och hållet vid torgets södra del, men den angränsande ljusgården är tillgänglig för allmänheten.
Det nya Werderscher Markt är därigenom snarare en gata, vars västra gräns utgörs av hörnen med Kurstrasse respektive Oberwallstrasse. Den östra gränsen ligger vid Schleusenbrücke och korsningen med Unterwallstrasse.